# Граф Сент-Олдуин

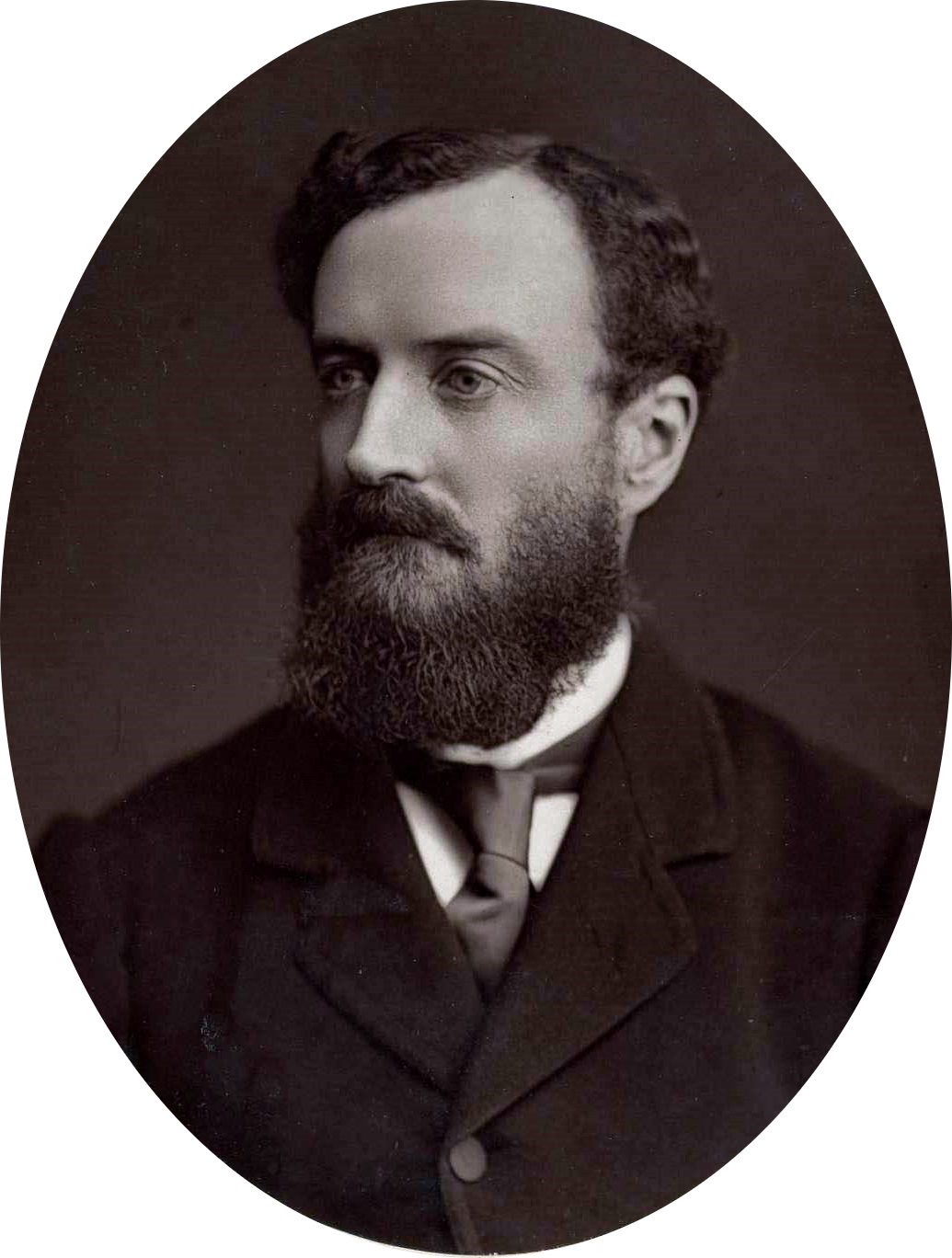
Майкл Хикс Бич, 1-й граф Сент-Олдуин (1837—1916)

Граф Сент-Олдуин из Колн Сент-Олдуина в графстве Глостершир (англ. Earl St Aldwyn) — наследственный титул в системе Пэрства Соединённого королевства.

## История
Титул графа Сент-Олдуина был создан в 1915 году для видного консервативного политика Майкла Хикса-Бича, 1-го графа Сент-Олдуина (1837—1916). С 1854 по 1906 год он был известен как сэр Майкл Хикс-Бич, 9-й баронет из Беверстона. Он занимал должности заместителя министра внутренних дел (1868), главного секретаря по делам Ирландии (1874—1878, 1886—1887), министра по делам колоний (1878—1880), министра торговли (1888—1892), канцлера казначейства (1885—1886, 1895—1902). В 1906 году он получил титул виконта Сент-Олдуина из Колн Сент-Олдуина в графстве Глостершир. В 1915 году вместе с графским титулом он был удостоен титула виконта Куэнингтона из Куэнингтона в графстве Глостершир. Оба титула были созданы в Пэрстве Соединённого королевства. Ему наследовал его внук, Майкл Джон Хикс-Бич, 2-й граф Сент-Олдуин (1912—1992), сын Майкла Хикса-Бича, виконта Куэнингтона (1877—1916), депутата парламента от Тьюксбери (1906—1916), погибшего в бою во время Первой мировой войны. 2-й лорд Сент-Олдуин также был консервативным политиком, он дважды занимал пост капитана почётного корпуса джентльменов (1958—1964, 1970—1974).
По состоянию на 2023 год, обладателем графского титула являлся его старший сын, Майкл Генри Хикс-Бич, 3-й граф Сент-Олдуин (род. 1950), сменивший своего отца в 1992 году.
Семья Хикс, позднее семья Хикс-Бич, происходила от Роберта Хикса, текстильного купца из Лондона. Его третий сын Баптист Хикс получил в 1628 году титул виконта Кампдена и стал родоначальником графов Гейнсборо. Сэр Майкл Хикс (1543—1612), старший сын Роберта Хикса, был личным секретарем Уильяма Сесила, 1-го барона Бёрли. Его единственный сын Уильям Хикс (1596—1680) получил титул баронета из Беверстона в графстве Глостершир в 1619 году (Баронетство Англии). Позднее он заседал в Палате общин от Марлоу и Тьюксбери. В 1768 года после смерти Роберта Хикса, 4-го баронета (1755—1768), прямая линия наследования от 1-го баронета прервалась. Ему наследовал его кузен, Джон Баптист Хикс, 5-й баронет (ум. 1792), сын Чарльза Хикса.
В 1792 году после смерти Джона Баптиста Хикса, 5-го баронета, титул унаследовал его кузен, Хоу Хикс, 6-й баронет (1722—1801), сын Хоу Хикса. Его преемником стал его сын, Уильям Хикс, 7-й баронет (1754—1834). Его сменил в 1834 году его внучатый племянник, сэр Майкл Хикс Хикс-Бич, 8-й баронет (1809—1854). Он был внуком Майкла Хикса-Бича, младшего брата 7-го баронета, который взял себе дополнительную фамилию «Бич» после женитьбы на Генриетте Мэри Бич, единственной выжившей дочери Уильяма Бича из Нетеравона. Майкл Хикс-Бич кратко заседал в Палате общин от Восточного Глостершира (1854). Ему наследовал его сын, вышеупомянутый Майкл Хикс-Бич, 9-й баронет (1837—1916), который стал пэром Соединённого королевства, получив титулы виконта Сент-Олдуина (1906) и графа Сент-Олдуина (1915).
Бывшая семейная резиденция — Уильямстрип-хаус в Колн Сент-Олдуине в окрестностях Фэрфорда (графство Глостершир).

## Баронеты Хикс, затем Хикс-Бич из Беверстона (1619)
- 1619—1680: Сэр Уильям Хикс, 1-й баронет (1596 — 9 октября 1680), старший сын Уильяма Хикса (1543—1612);
- 1680—1703: Сэр Уильям Хикс, 2-й баронет (декабрь 1629 — 22 апреля 1703), сын предыдущего;
- 1703—1755: Сэр Генри Хикс, 3-й баронет (1666 — 28 октября 1755), сын предыдущего;
- 1755—1768: Сэр Роберт Хикс, 4-й баронет (ум. 1768), сын предыдущего;
- 1768—1792: Сэр Джон Баптист Хикс, 5-й баронет (ум. 23 ноября 1792), сын Чарльза Хикса, кузен предыдущего;
- 1792—1801: Сэр Хоу Хикс, 6-й баронет (8 августа 1722 — август 1801), сын Хоу Хикса, кузен предыдущего;
- 1801—1834: Сэр Уильям Хикс, 7-й баронет (29 октября 1754 — 23 октября 1834), старший сын предыдущего;
- 1834—1854: Сэр Майкл Хикс Хикс-Бич, 8-й баронет (25 октября 1809 — 22 ноября 1854), внучатый племянник предыдущего, сын Майкла Бича Хикса-Бича, внук Майкла Хича Бича (1760—1830), правнук 6-го баронета;
- 1854—1916: Сэр Майкл Эдвард Хикс-Бич, 9-й баронет (23 октября 1837 — 30 апреля 1916), старший сын предыдущего, виконт Сент-Олдуин с 1906 года и граф Сент-Олдуин с 1915 года.

## Графы Сент-Олдуин (1915)
- 1915—1916: Майкл Эдвард Хикс-Бич, 1-й граф Сент-Олдуин (1837—1916), старший сын сэра Майкла Хикса Хикса-Бича, 8-го баронета
  - Хью Майкл Хикс-Бич, виконт Куэнингтон (19 января 1877 — 23 апреля 1916), старший сын предыдущего;
- 1916—1992: Майкл Джон Хикс-Бич, 2-й граф Сент-Олдуин (9 октября 1912 — 29 января 1992), единственный сын предыдущего;
- 1992 — настоящее время: Майкл Генри Хикс-Бич, 3-й граф Сент-Олдуин (род. 7 февраля 1950), старший сын предыдущего;
  - Наследник: достопочтенный Дэвид Сеймур Хикс-Бич (род. 25 мая 1955), младший брат предыдущего;
    - Наследник наследника: Питер Этьенн Хикс-Бич (род. 2 ноября 1998), старший сын предыдущего.